# 톰 페티
톰 페티(Tom Petty, 1950년 10월 20일 ~ 2017년 10월 2일)는 미국의 싱어송라이터이자 기타리스트이다. 톰 페티 앤 더 하트브레이커스의 리더로 잘 알려져 있다. 슈퍼그룹 트래블링 윌버리스의 멤버이기도 했다.
2017년 10월 2일 66세를 일기로 숨졌다. 자택에서 의식을 잃어 샌타모니카의 UCLA병원(UCLA Medical Center)으로 후송되었으나 심장마비로 숨졌다.

## 음반 목록
- 《Full Moon Fever》 (1989)
- 《Wildflowers》 (1994)
- 《Highway Companion》 (2006)